# Gabriel Alonso
Gabriel Alonso Aristeaguirre (né le 9 novembre 1923 à Fontarrabie et mort le 19 novembre 1996) est un footballeur espagnol.

## Biographie
Il a joué sa carrière dans de nombreux clubs, comme Izarzuri, Real Unión de Irún, Racing de Ferrol, Celta Vigo, Real Madrid CF, Málaga CF, Rayo Vallecano.
Avec l'Espagne, il a participé à la coupe du monde 1950 au Brésil.